# Microdontomerus hemileucae
Microdontomerus hemileucae är en stekelart som beskrevs av Grissell 2005. Microdontomerus hemileucae ingår i släktet Microdontomerus och familjen gallglanssteklar. Inga underarter finns listade i Catalogue of Life.